# وادي مايو

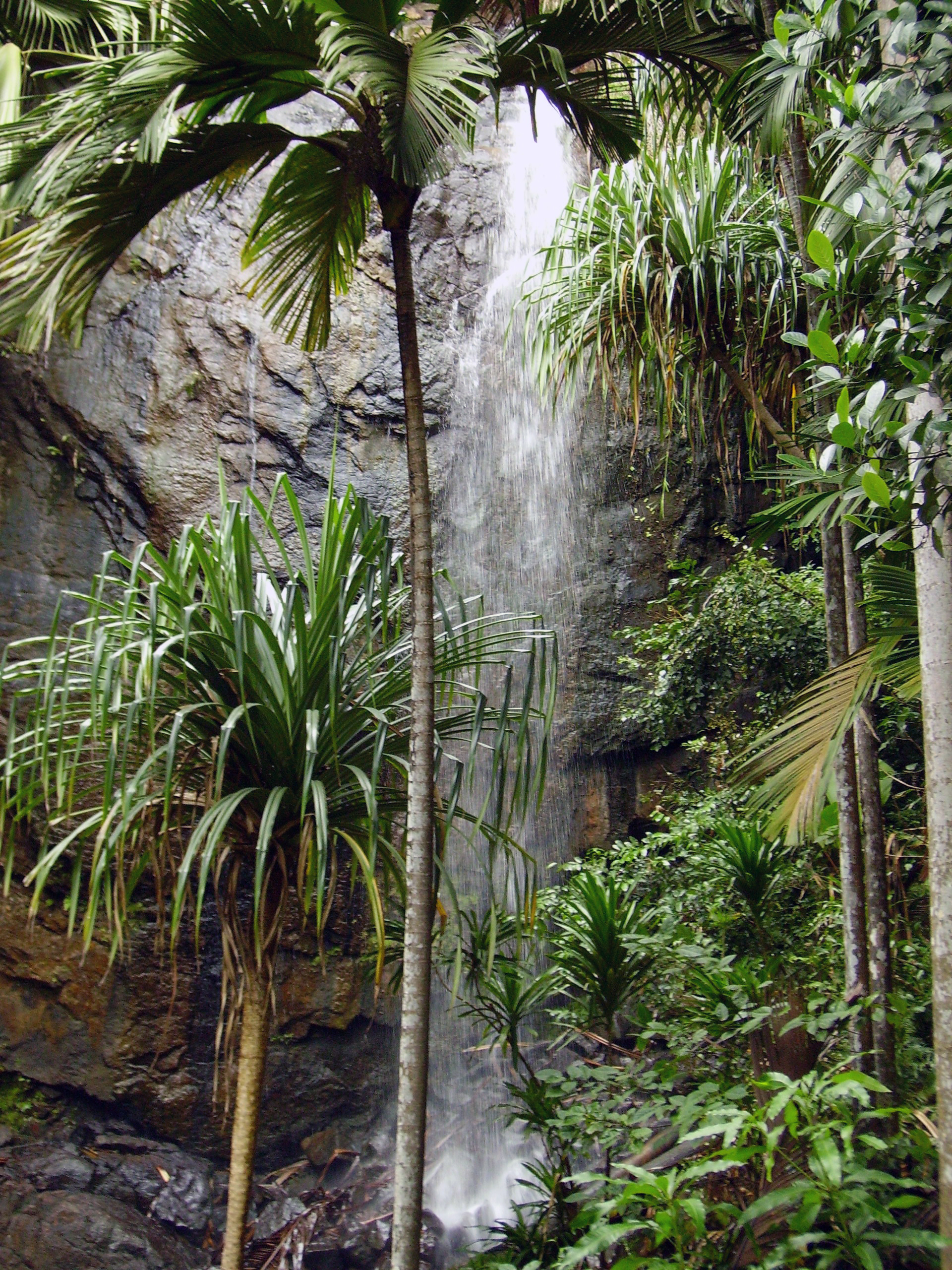
شلال في محمية وادي مايو.

وادي مايو أو فاليه دو ماي هي محمية طبيعية وحديقة طبيعية تحت رعاية اليونسكو التي تدرجها ضمن مواقع التراث العالمي في جزيرة براسلين، سيشل. وتتألف المحمية من غابات النخيل المحفوظة جيداً، والأنواع الرئيسية تتكون من جزيرة «كوكو دو مير». دي كوكو مير (Lodoicea maldivica)، شجرة monocot في Arecaceae (امن النخيل)، لديها أكبر البذور (بذور الجوز المزدوجة) أكثر من أي نبات آخر في العالم. تحتوي هذه المحمية الطيور مثل الببغاء النادرة سيشيل الأسود، والثدييات، والقشريات والقواقع، والزواحف. وكان هناك جهود حثيثة للقضاء على جميع الأنواع المدخلة غريبة من النباتات من المنطقة ولكن هذه لم تكن ناجحة في القضاء على القهوة، والأناناس، والنخيل الزينة حتى الآن.

## معرض صور

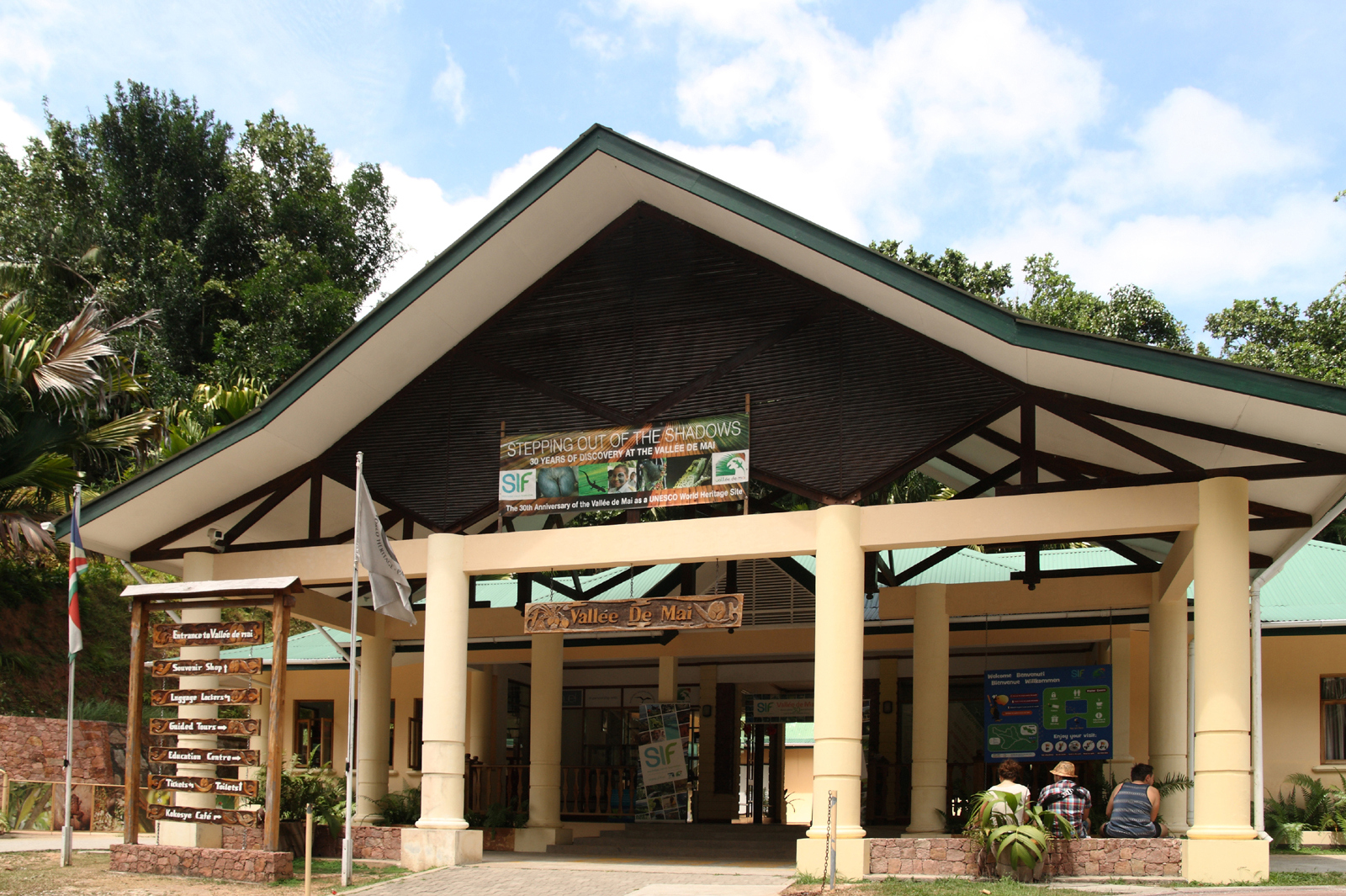
مبنى في الوادي
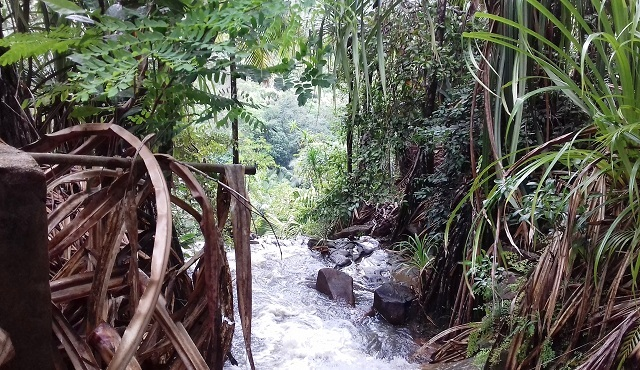
مجرى شلال
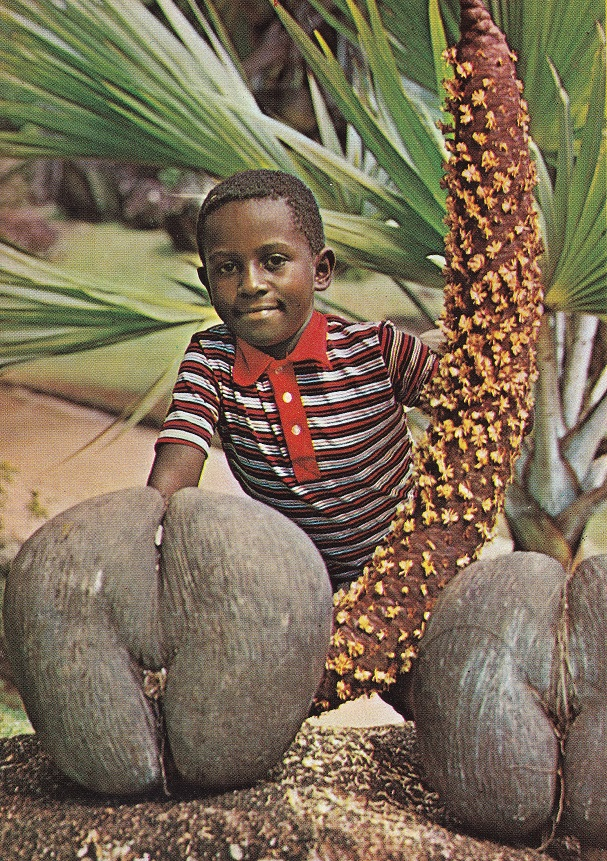
طفل من السكان
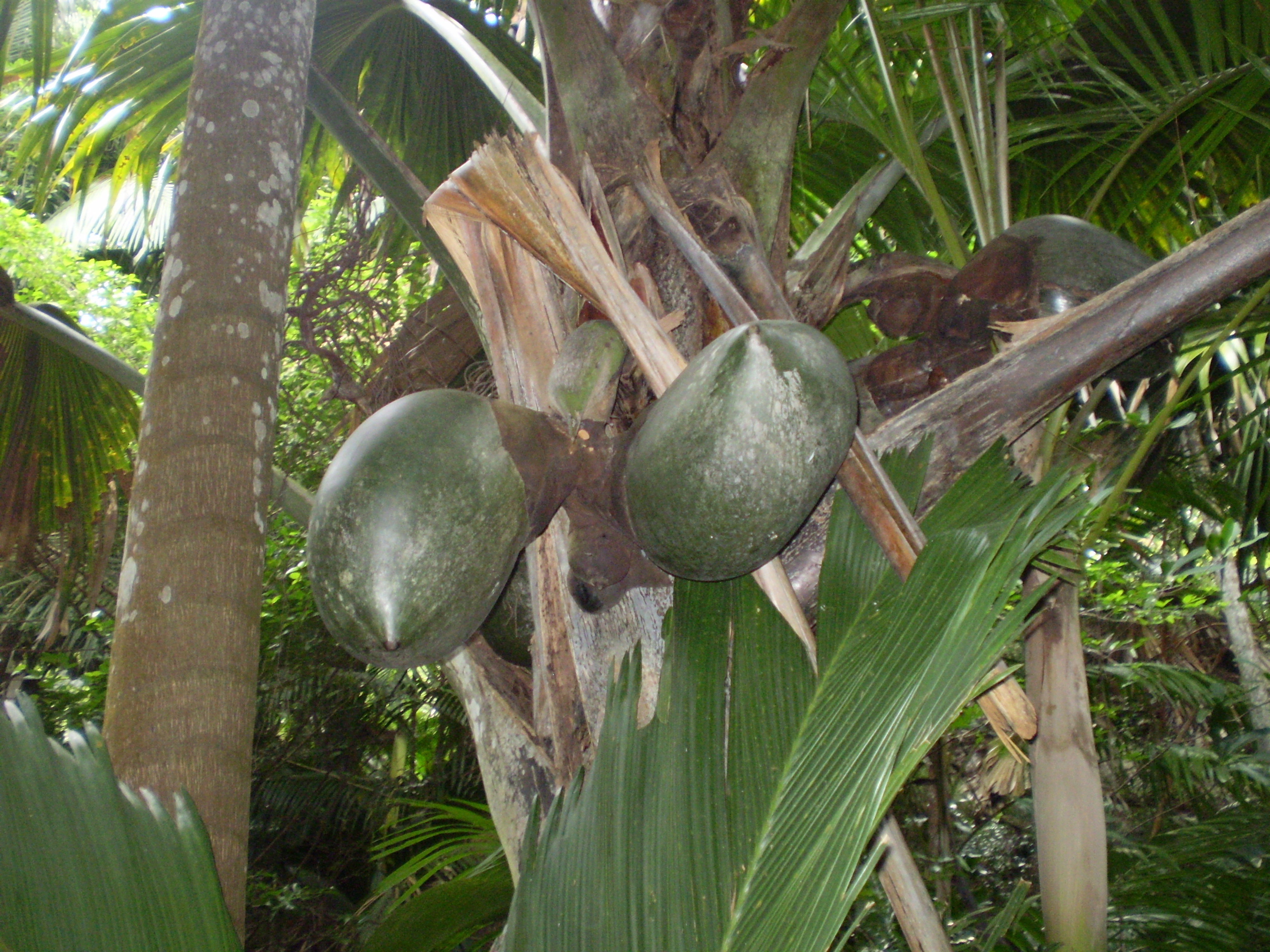
أشجار مثمرة
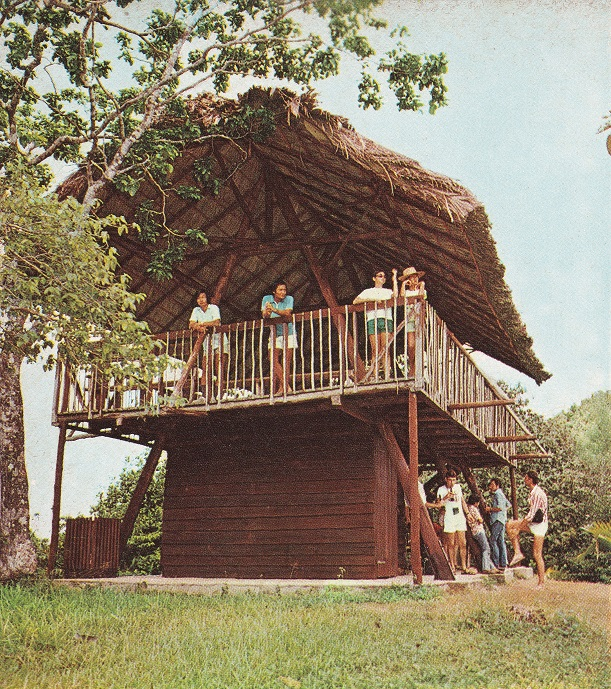
كوخ تقليدي